# Лунгтоп Дава
Лунгтоп Дава (англ. Lungtop Dawa, нар. 18 грудня 1998) — бутанський футболіст, півзахисник клубу «Друк Старз» і національної збірної Бутану.

## Клубна кар'єра
У дорослому футболі дебютував 2015 року виступами за команду клубу «Друк Старз», кольори якої захищає й донині.

## Виступи за збірну
2015 року дебютував в офіційних матчах у складі національної збірної Бутану.